# Герб Заріччя (Надвірнянський район)
Герб Заріччя — офіційний символ села Заріччя Делятинської селищної громади Надвірнянського району Івано-Франківської області, затверджений рішенням Зарічанської сільської ради. Автором проєкту був сільський голова Микола Максимович Абрам'юк.

## Опис
Гербовий щит поділений на три кольорові рівносторонні частини (синього, червоного та зеленого кольорів). У правій верхній частині щита синього кольору сріблястий хрест та чотири білі квітки по обох боках хреста. У лівій верхній частині — дві зхрещені козацькі шаблі сріблястого кольору. У центрі — на малому щиті золотистого кольору відкрита книжка з квіткою. У нижній частині щита гуцульська сокира та ключ.

## Символіка
Сріблястий хрест символізує козацькі поховання на терені села Заріччя, де була висипана козацька могила козакам, що загинули в бою з татарами. Чотири квітки символізують пошану до козацької звитяги. Дві оголені козацькі шаблі — боротьбу козаків з татарами. Відкрита книжка символізує розквіт просвіти на теренах села 1936–1937 роках та досягнення сучасних вчених вихідців села Заріччя. Срібляста сокира — високий рівень майстрів дерев’яного будівництва, які в XVII–XIX століттях споруджували церкви, вілли, пансіонати житлові будинки, мости тощо.
Село практично мало свою будівельну школу, яка виховувала талановитих майстрів. Дослідник домашніх промислів Я. Непомуцин писав: «гуцульське село Заріччя — це будівнича академія для гуцулів».